# 髂肋肌
髂肋肌是直接接在最靠近分隔軸上肌和軸下肌的溝的最長肌側邊的肌肉，並伸展得很深至前鋸肌的肌肉部位。

## 腰髂肋肌
腰髂肋肌以六或七條平坦的腱附著至下方六或七根肋骨角的下緣。

## 胸髂肋肌
胸髂肋肌起點在下方的六根肋骨，終點在最上方的六根肋骨。

## 頸髂肋肌
頸髂肋肌起始於第三、第四、第五及第六根肋骨角，且附著至第四、第五及第六段頸椎橫突的後結節。

## 外部連結
- 解剖學(Anatomy)-肌肉(muscle)-iliocostalis muscle(髂肋肌)
- eMedicine Dictionary上的iliocostalis+%28muscle%29
- Dissection at ithaca.edu （页面存档备份，存于）

本條目包含來自屬於公共領域版本的《格雷氏解剖學》之內容，而其中有些資訊可能已經過時。